# Герхард фон Майнц
Герхард фон Майнц (на немски: Gerhard Burggraf von Mainz; на латински: comes Gerhardus; † сл. 1127) е граф и бургграф и фогт на Майнц и господар на Ринек.
Граф Герхард има заедно със службите му в Майнц множество собствености в и около Лор ам Майн, Гемюнден ам Майн и Карлщад в Бавария. Всичките територии са бивша кралска собственост и той има тясна връзка с кралството.
Наследен е от зет му Арнолд I фон Лоон/Лооц.

## Фамилия
Герхард фон Майнц и Ринек се жени за Хедвиг фон Близкастел, дъщеря на граф Готфрид I фон Близкастел († сл. 1127) и съпругата му от Лотарингия. Те имат две дъщери:
- Агнес фон Майнц, омъжена ок. 1100 г. за граф Арнолд I фон Лоон/Лооц, бургграф, фогт на Майнц и Райнек († 21 септември 1135)[3]
- дъщеря фон Майнц, омъжена сл. 1172 г. за граф Хартвиг III фон Грьоглинг († сл. 1139)

- Замък Ринек
- Дворец Лор